# Матч за звание чемпиона мира по канадским и стоклеточным шашкам 1923
Матч за звание чемпиона мира по шашкам между американским мастером Вильямом Борегаром и нидерландским мастером Бенедиктом Шпрингером состоялся с 14 по 24 октября 1923 года в Монреале (Канада).
Матч состоял из десяти партий, пять из которых игрались на 144-клеточной доске по правилам канадских шашек, а пять — на 100-клеточной доске по правилам международных или, как тогда их называли, французских шашек. «Стоклеточная» часть матча закончилось вничью со счётом +1-1=3, а в «канадской» — уверенную победу со счётом +3-0=2 одержал Борегар, который был провозглашён чемпионом мира. Европейские шашечные федерации чемпионский статус матча не признали, а на американском континенте от него начали вести отсчёт соревнованиям на первенство мира по канадским шашкам. Матч был организован газетами «La Patrie» и «La Presse».

## Предыстория матча
Вильям Борегар к моменту проведения матча был общепризнанным чемпионом американского континента по канадским шашкам. Шпрингер же организаторами матча был заявлен в качестве чемпиона Европы по стоклеточным шашкам. Хотя формально Шпрингер и не был обладателем этого титула, но определённые основания у организаторов для такого заявления были. В декабре 1922 — январе 1923 года Шпрингер занял первое место в турнире в Амстердаме («Гран При Голландии») впереди многих ведущих нидерландских мастеров, включая чемпиона Нидерландов Йохана Воса, а сразу же после турнира в январе 1923 года он выиграл со счётом +2-0=7 матч у чемпиона Франции Мариуса Фабра. При этом завоевавший в 1912 году звание чемпиона мира Герман Гогланд в последнее время выступал неудачно и не демонстрировал в соревнованиях превосходство над другими ведущими европейскими игроками.

## Ход матча
- 14 октября 1923 года первая партия (144-клеточная доска) Шпрингер (белые) — Борегар (чёрные) — 1:1
- 15 октября 1923 года вторая партия (100-клеточная доска) Борегар (белые) — Шпрингер (чёрные) — 1:1
- 16 октября 1923 года третья партия (144-клеточная доска) Борегар (белые) — Шпрингер (чёрные) — 2:0
- 17 октября 1923 года четвёртая партия (100-клеточная доска) Шпрингер (белые) — Борегар (чёрные) — 1:1
- 18 октября 1923 года пятая партия (144-клеточная доска) Шпрингер (белые) — Борегар (чёрные) — 0:2
- 19 октября 1923 года шестая партия (100-клеточная доска) Борегар (белые) — Шпрингер (чёрные) — 2:0
- 21 октября 1923 года седьмая партия (144-клеточная доска) Борегар (белые) — Шпрингер (чёрные) — 1:1
- 22 октября 1923 года восьмая партия (100-клеточная доска) Шпрингер (белые) — Борегар (чёрные) — 2:0
- 23 октября 1923 года девятая партия (144-клеточная доска) Шпрингер (белые) — Борегар (чёрные) — 0:2
- 24 октября 1923 года десятая партия (100-клеточная доска) Борегар (белые) — Шпрингер (чёрные) — 1:1